# Frédéric de Schleswig-Holstein-Sonderbourg-Glücksbourg (1701-1766)
Pour les articles homonymes, voir Frédéric de Schleswig-Holstein-Sonderbourg-Glücksbourg (homonymie).
Frédéric (1701-1766) est duc de Schleswig-Holstein-Sonderbourg-Glücksbourg de 1729 à sa mort.

## Famille
Fils de Philippe-Ernest de Schleswig-Holstein-Sonderbourg-Glücksbourg et de Christiane de Saxe-Eisenberg, Frédéric épouse en 1745 Henriette (1725-1777), fille du comte Simon de Lippe. Cinq enfants sont nés de cette union :
- Sophie (1746-1810), abbesse de Wallöe ;
- Frédéric-Henri-Guillaume de Schleswig-Holstein-Sonderbourg-Glücksbourg, duc de Schleswig-Holstein-Sonderbourg-Glücksbourg ;
- Louise (1749-1812), épouse en 1763 le prince Charles-Georges-Lebrecht d'Anhalt-Köthen ;
- Julienne (1754-1823), épouse en 1776 le prince Louis de Bentheim ;
- Simon (1756-1760).